# Syrrhopodon fissipapillatus
Syrrhopodon fissipapillatus är en bladmossart som beskrevs av H. O. Whittier 1976. Syrrhopodon fissipapillatus ingår i släktet Syrrhopodon och familjen Calymperaceae. Inga underarter finns listade i Catalogue of Life.